# ストーン・フェンス
ストーン・フェンス (Stone Fence) は、ウイスキーベースのカクテル。

## 由来
由来は定かではないが、1862年に発行されたカクテルブックにそのレシピが掲載されていると言われている。

## 標準的なレシピ
- スコッチ・ウイスキー ・・・ 45ml
- 炭酸水 ・・・適量
炭酸水の代わりにシードルを使うレシピもある。
- アンゴスチュラ・ビターズ ・・・2ダッシュ

## 作り方
1. 氷を入れたタンブラーにウイスキーとビターズを入れる。
2. 冷やした炭酸水で満たす。
3. 軽くステアする。